# Achter het Wild Varken

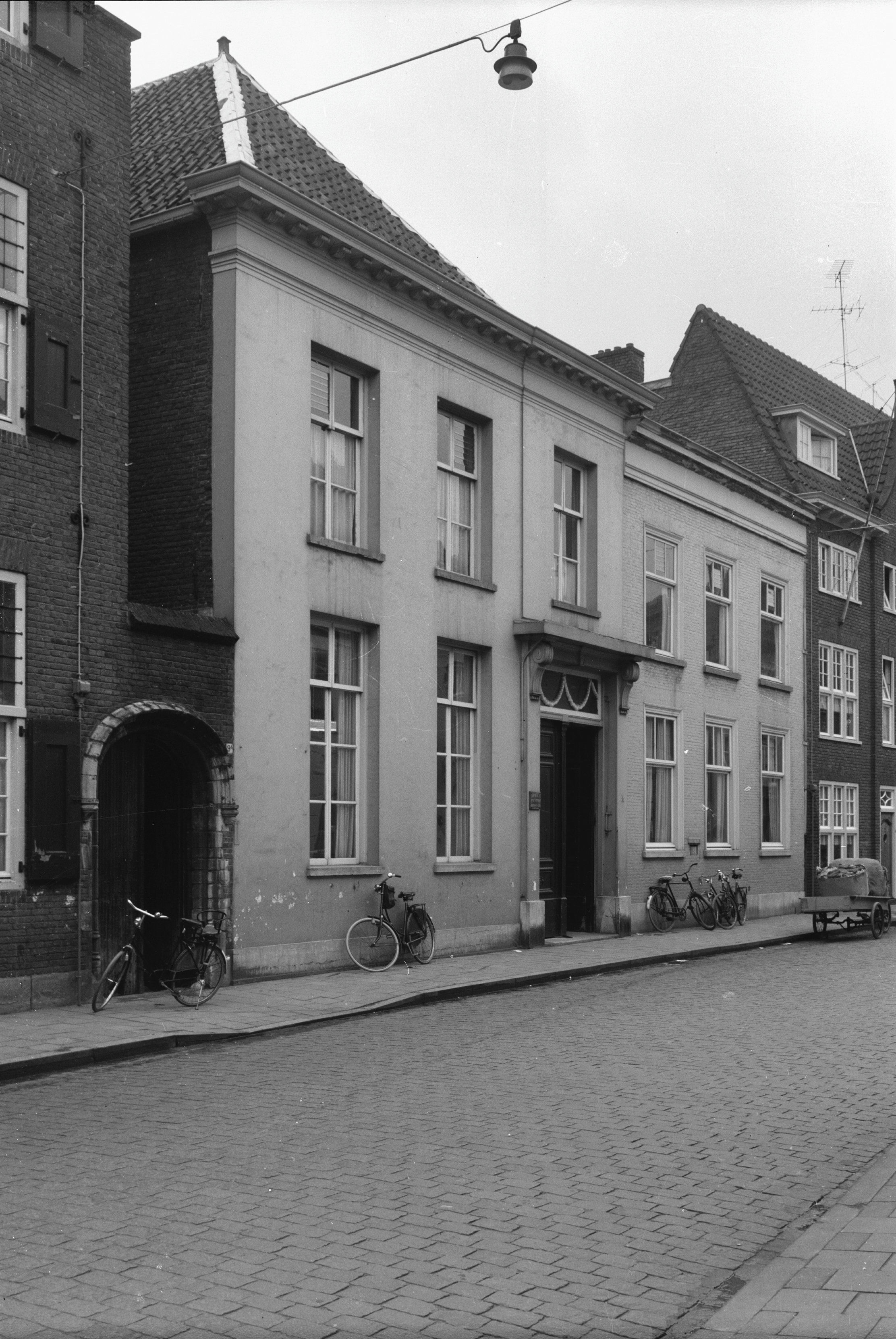
Achter het Wild Varken 9

Achter het Wild Varken is een straat in de binnenstad van 's-Hertogenbosch. De straat is gelegen tussen de Wolvenhoek en Achter het Verguld Harnas. De straat heeft de naam te danken aan een pand op de hoek van Achter het Wild Varken en Achter het Stadhuis. Naar verluidt was hier rond 1428 een stadsherberg te vinden, met de naam Huyze int Wilt Vercke.
In deze straat was het Posthuis op Maastricht gevestigd. Ene Johan van de Graaf kreeg op 4 april 1679 het recht om postwagens naar Maastricht te exploiteren. Hij mocht echter alleen personen vervoeren. Later, vanaf 1701, mocht hij ook brieven bezorgen. De concessie mocht hij uiteindelijk 36 jaar lang voeren.
De huizen in Achter het Wild Varken zijn bij de stadsbrand in 1463 verwoest.